# Dhungrekhola
Dhungrekhola – gaun wikas samiti w środkowej części Nepalu  w strefie Dźanakpur w dystrykcie Sarlahi. Według nepalskiego spisu powszechnego z 2001 roku liczył on 2091 gospodarstw domowych i 11958 mieszkańców (5836 kobiet i 6122 mężczyzn).